# 8e armée (Frankreich)
Die 8e armée (huitième armée, deutsch 8. Armee) war eine Armee des französischen Heeres, die in beiden Weltkriegen zum Einsatz kam.

## Erster Weltkrieg

### 1. Formation
Die 8e armée (1. Formation) ging während der Frühphase des Ersten Weltkrieges am 16. November 1914 aus dem Détachement d’armée de Belgique (D.A.B.) (1. Formation) hervor und bestand in dieser Form bis zum 4. April 1915, als sie wiederum in Détachement d’armée de Belgique (2. Formation) zurückbenannt wurde. Sie stand für die meiste Zeit ihres Bestehens unter dem Befehl von General Victor d’Urbal, erst im Zuge ihrer Umbenennung übernahm am 2. April 1915 General Gabriel Henri Putz das Kommando.
Das Détachement d’armée de Belgique wurde im Zuge der Ersten Flandernschlacht am 22. Oktober 1914 unter dem Befehl von General d’Urbal gebildet und umfasste zu diesem Zeitpunkt ein Armeekorps (IX.), das Groupement Bidon mit zwei Territorialdivisionen und das II. Kavalleriekorps unter General Antoine de Mitry. Es wurde im Verlauf der Schlacht um drei weitere Armeekorps (XVI., XXXII. und XX.) und das I. Kavalleriekorps des Generals Louis Conneau verstärkt. Das Hauptquartier befand sich in Roesbrugge-Haringe. In den heftigen Kämpfen der Flandernschlacht kooperierte das D.A.B. mit der belgischen Armee und dem britischen Expeditionskorps bei der Abwehr der deutschen Angriffe zwischen Mesen und Diksmuide in Belgisch-Flandern.
Nach der Umbenennung in 8e armée und dem Abflauen der Kämpfe wurde die Armee bis zum Jahreswechsel auf drei Armeekorps reduziert. Im April 1915 erfolgte die erneute Umbenennung in Détachement d’armée de Belgique, das bis 22. Mai 1915 bestand und in der Zweiten Flandernschlacht an der Seite der britischen Verbände zum Einsatz kam. An letzterem Datum erfolgte die Umformung zum XXXVI. Armeekorps, das weiterhin in Flandern eingesetzt blieb.

### 2. Formation
Die 8e armée (2. Formation) ging am 2. Januar 1917 aus dem seit März 1915 bestehenden, in Lothringen kämpfenden Détachement d’armée de Lorraine (D.A.L.) hervor. Ihr erster und einziger Oberbefehlshaber war General Augustin Gérard. Das D.A.L. hatten zuvor die Generäle Humbert, Gérard und Deprez geführt. Das Hauptquartier befand sich in Saint-Nicolas-de-Port, bei der Umbenennung in 8e armée wurde es nach Tantonville verlegt und im Mai 1917 nach Flavigny-sur-Moselle. Ihre Nachbarn waren links die 2. Armee und rechts die 7. Armee. Im Januar 1918 wurde links der 8. Armee die 1. Armee eingeschoben, was im März 1918 wieder rückgängig gemacht wurde. Von Mitte Juli bis Ende August wurde die Armee durch insgesamt fünf US-amerikanische Divisionen verstärkt, die sich an diesem relativ ruhigen Frontabschnitt auf ihren Einsatz im Rahmen der First United States Army vorbereiteten. Letztere wurde am 30. August in die Front links der 8. Armee eingeschoben. Auch die 1. Schützendivision der polnischen Blauen Armee wurde zeitweilig im Bereich der 8. Armee eingesetzt.
Nach dem Waffenstillstand von Compiègne besetzte die Armee die damals bayerische Pfalz und bestand noch bis Oktober 1919 fort. Das Hauptquartier befand sich in Landau in der Pfalz. Danach wurde sie mit der 10e armée zur Armée française du Rhin zusammengelegt.

## Zweiter Weltkrieg
Bei der Mobilmachung zum Zweiten Weltkrieg wurde am 2. September 1939 erneut eine 8e armée aufgestellt. Sie stand unter dem Befehl von General Marcel Garchery und verteidigte die Rheingrenze im Oberelsass als Teil der französischen Heeresgruppe 3  (groupe d’armées n° 3, GA3) unter General Benoît Besson. Zu Beginn des deutschen Westfeldzugs am 10. Mai 1940 unterstanden ihr zwei Armeekorps (VII. und XIII.), ein Festungskorps sowie eine Panzerbrigade. Am 21. Mai erhielt General Émile Laure das Kommando. General Laure geriet mit den meisten seiner Truppen noch vor dem Waffenstillstand vom 22. Juni in Gefangenschaft.
Die Umgruppierung der Heeresgruppe 3 (GA3) unter Benoît Besson hatte auch zur Folge, dass die 8. Armee (General Émile Laure), die von Sundhouse (im südlichen Niederrhein) bis Mouthe (im Doubs) eingesetzt wurde, ab dem 20. Mai der Heeresgruppe 2 (GA2) von André-Gaston Prételat angegliedert wurde.
Am 20. Mai 1940 erwähnte General André-Gaston Prételat, Kommandant der Heeresgruppe 2 (GA2), in einem geheimen französischen Militärabkommen, dem Manöver H, mit der Schweiz das aus der 13. und 27. Infanteriedivision sowie der 2. Spahi-Brigade des 7. Armeekorps der 8. Armee gebildete Detachement, das mit der Kontaktaufnahme mit dem linken Flügel der Schweizer Armee in Richtung Basel in der Gempenplateau beauftragt wurde.

### Die Kommandanten der 8. Armee
- 2. September 1939: General Marcel Garchery
- 21. Mai – 23. Juni 1940: General Émile Laure

### Zusammensetzung der 8. Armee bei der Mobilisierung

#### Panzerbrigade 506

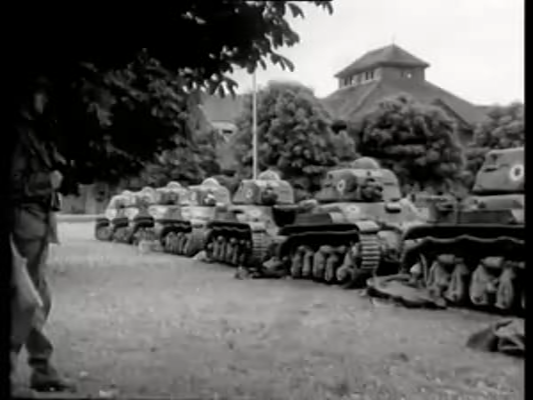
16. Kampfpanzerbataillon im Juni 1940 in der Schweiz interniert

- 16. Kampfpanzerbataillon (Panzer Renault R-35)
- 36. Kampfpanzerbataillon (Panzer Renault FT)
- 17. Kampfpanzerbataillon (R35)
- 18. Kampfpanzerbataillon (FT)

#### 7. Armeekorps
- 13. Infanteriedivision (aus dem Großen Hauptquartier (GQG) ausgegliedert)
- 27. Infanteriedivision
- 2. Spahi-Brigade: 7. und 9. Spahi-Kavallerieregiment

#### 13. Armeekorps

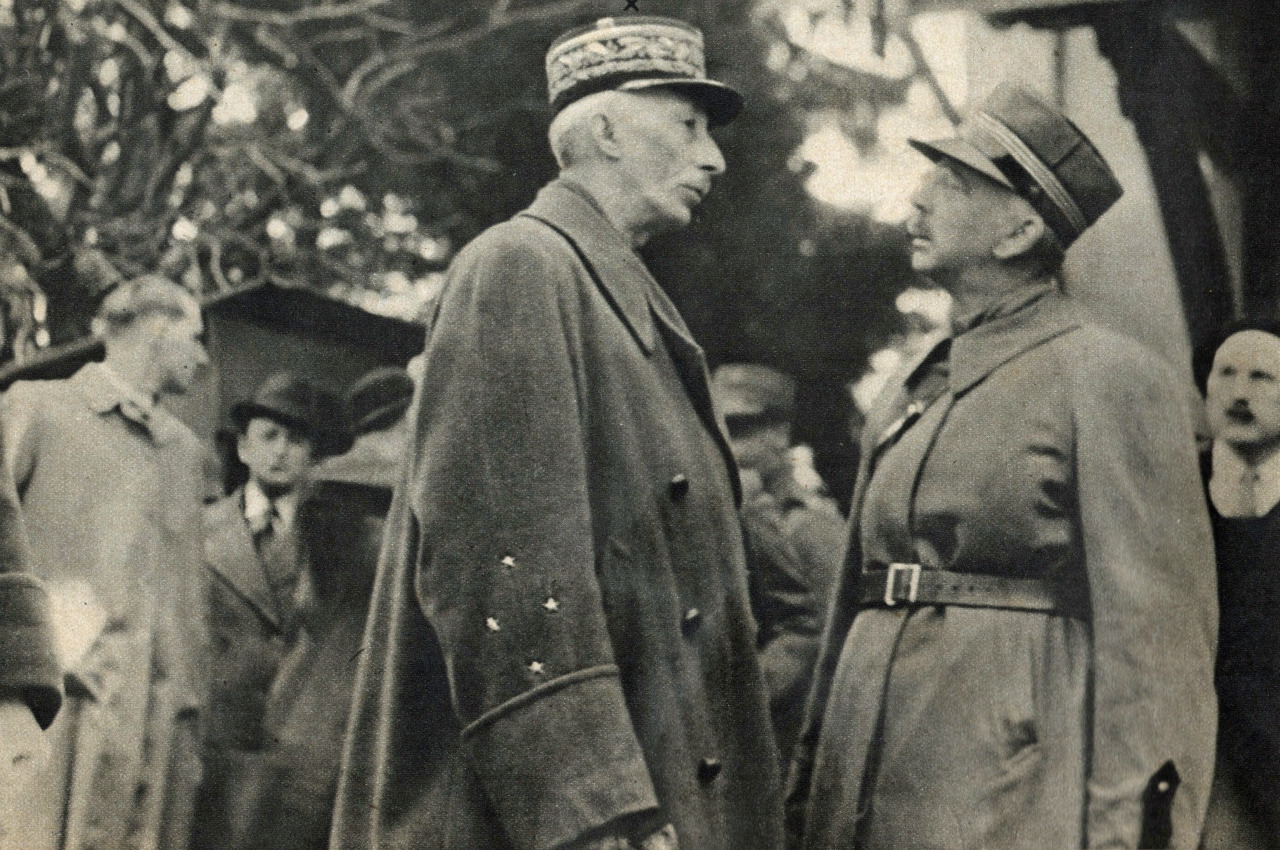
Marius Daille in Veyrier GE, Januar 1941: Rückkehr des 7. Spahiregiments via Frankreich nach Oran

- 54. Infanteriedivision
- 104. Festungsinfanteriedivision
- 105. Festungsinfanterie-Division
- Festungssektor von Mulhouse
- Festungssektor von Colmar

#### 44. Festungsarmeekorps
- 57. Infanteriedivision (wurde am 21. Mai 1940 vom 45. dem 44. Festungsarmeekorps als Reserve zugeteilt)
- 67. Infanteriedivision (wurde am 22. Mai 1940 dem 45. Festungsarmeekorps zugeteilt)
- Festungssektor von Altkirch
- Festungssektor von Montbéliard
- Verteidigung von Belfort
- Vom Großen Hauptquartier (GQG) abgetrennt: 19. Infanteriedivision

#### 45. Festungsarmeekorps
Das 45. Festungsarmeekorps (25. Januar 1940 umbenannt, 15. Januar 1940 «corps d'armée du Jura») unter General Marius Daille befand sich bei Kriegsbeginn autonom zwischen der 8. Armee (oberes Elsass) und der 6. Armee (Alpen) und wurde am 19. Mai der 8. Armee zugewiesen. Am 22. Mai 1940 wurde die noch im Raum Altkirch aufgestellte 67. Infanteriedivision dem 45. Festungsarmeekorps zugeteilt.
Das 45. Festungsarmeekorps umfasste im Juni 1940 folgende Einheiten:
- 63. Infanteriedivision (Reserve beim 44. Festungsarmeekorps?)
- 67. Infanteriedivision
- 2. Spahi-Brigade: 7. und 9. algerisches Spahi-Kavallerieregiment
- 2. polnische Infanteriedivision unter Bronisław Prugar-Ketling

Die 67. Infanteriedivision, die sich aus dem Elsass in den Süden zurückzog, wurde am 18. Juni 1940 in der Region Pierrefontaine angesichts des Angriffs der deutschen 2. Panzer-Division, zerstreut und am 23. August 1940 formell aufgelöst.
Das 45. Festungsarmeekorps wurde von der Wehrmacht gegen die Schweiz (Clos du Doubs) abgedrängt und vom 19. bis 21. Juni 1940 mit 29.717 Franzosen (darunter das 7. Spahi-Kavallerieregiment), 12.152 Polen, 624 Belgier, 99 Engländer sowie 6000 Pferde und unter anderen folgende Einheiten in Goumois, Soubey und via Brémoncourt in Saint-Ursanne interniert:
- 67. Infanteriedivision (oder Reste davon)
- 16. Kampfpanzerbataillon (Renault R35)
- französische Artillerie
- 7. algerisches Spahi-Kavallerieregiment (vier Schwadronen mit 1098 Mann und 1020 Pferden)
- 2. polnische Infanteriedivision

Das 9. algerische Spahi-Kavallerieregiment wurde von der deutschen Wehrmacht angegriffen und gefangen genommen, bevor es in die Schweiz gelangen konnte.